# Alilamin
Alilamin je nevarna tekočina, ki je lahko vnetljiva, strupena in okolju nevarna. Je brez barve, vonj ima po aminu.